# Néa Figalía
Néa Figalía (grec moderne : Νέα Φιγαλεία, « Nouvelle-Phigalie »), avant 1928 Zoúrtsa (Ζούρτσα), est un village du district régional d'Élide, dans la péninsule du Péloponnèse en Grèce. Le village était, jusqu'en 2010 le siège du dème de Figalía, mais depuis 2011 et le programme Kallikratis, il fait partie du nouveau dème de Zacháro. Il est un endroit montagneux, situé à 500 mètres, et offre des vues spectaculaires sur la mer Ionienne. Il possède beaucoup d'églises, dont l'église Saint-Nicolas, ainsi qu'un ancien monastère byzantin dédié à la Vierge Marie, fondé au Xe siècle et désaffecté au XIXe siècle. Le musée du folklore et la clinique communautaire sont situés le long de la route principale. La population de la communauté de Néa Figalía selon le recensement grec de 2011 est de 1 033 habitants.

## Histoire
Zoúrtsa est mentionnée dans une chrysobulle d'Andronic II Paléologue datant de 1322. Elle a été mentionnée par le voyageur turc Evliya Çelebi qui a visité la région entre 1668 et 1671, et qui lui attribue 150 foyers.
La ville a été rebaptisée Káto Figalía en 1927, puis Néa Figalía en 1976, en référence à l'ancienne cité de Phigalie.

## Démographie
| Année | Population | Population |
| Année | village    | commune    |
| ----- | ---------- | ---------- |
| 1981  | 1318       | 1614       |
| 1991  | 1329       | 1689       |
| 2001  | 1279       | 1624       |
| 2011  | 785        | 1033       |